# Taglio di diamanti
Taglio di diamanti (Rough Cut) è un film del 1980 diretto da Don Siegel. Tra gli interpreti principali figurano Burt Reynolds, Lesley-Anne Down e David Niven.

## Trama
Un astuto ladro si fa aiutare da una bella cleptomane per giocare a guardie e ladri con un ispettore di Scotland Yard che vuol finire in gloria la carriera. Tutti e tre fanno il doppio gioco. Diventeranno soci.